# لائورا جومبینی
لائورا جومبینی (ایتالیایی: Laura Giombini؛ زادهٔ ۴ ژانویهٔ ۱۹۸۹) بازیکن زن والیبال ساحلی اهل ایتالیا بود. وی در بازی‌های المپیک تابستانی ۲۰۱۶ شرکت کرده‌است.